# Berliner Luft- und Badeparadies

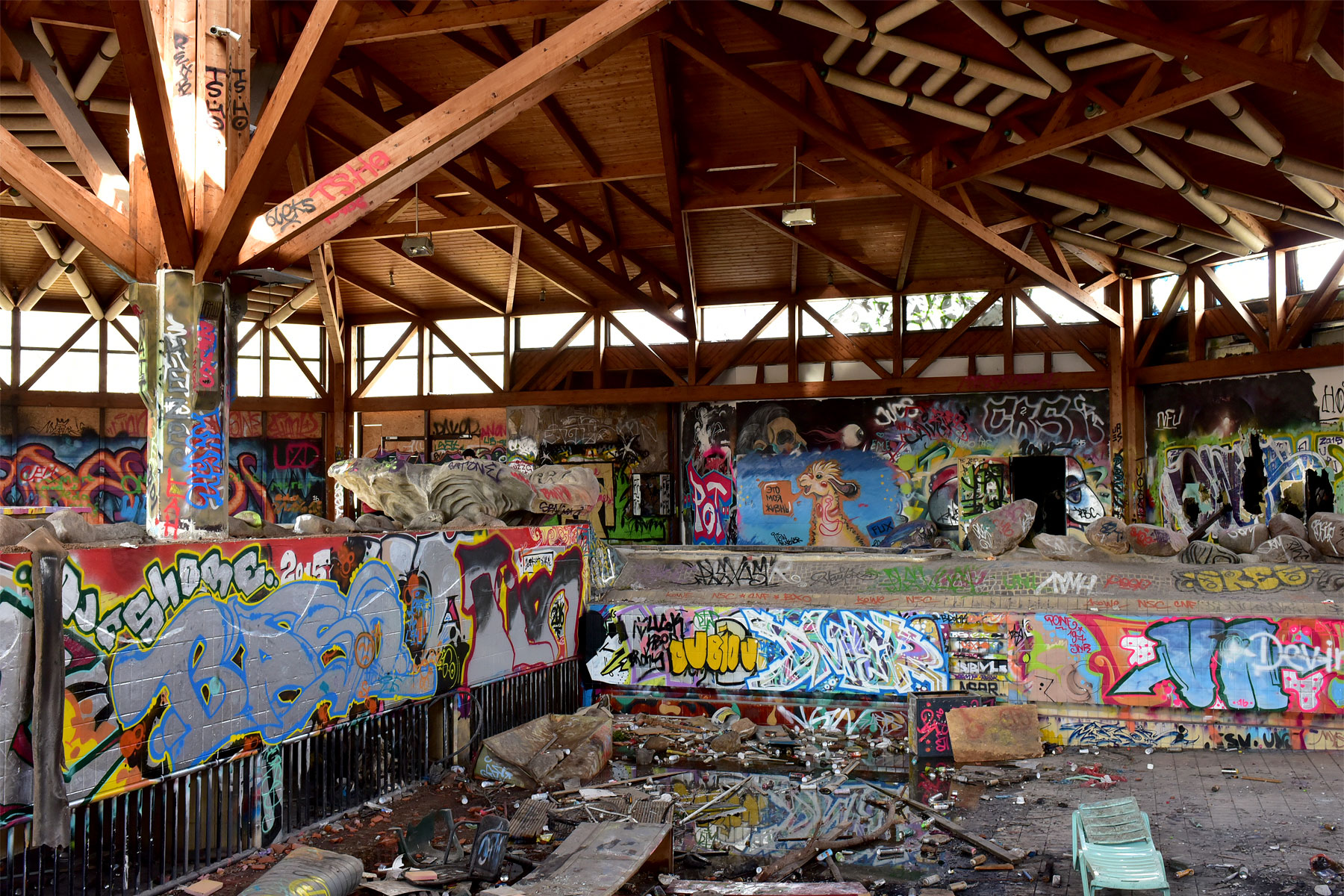
Die Haupthalle im April 2016

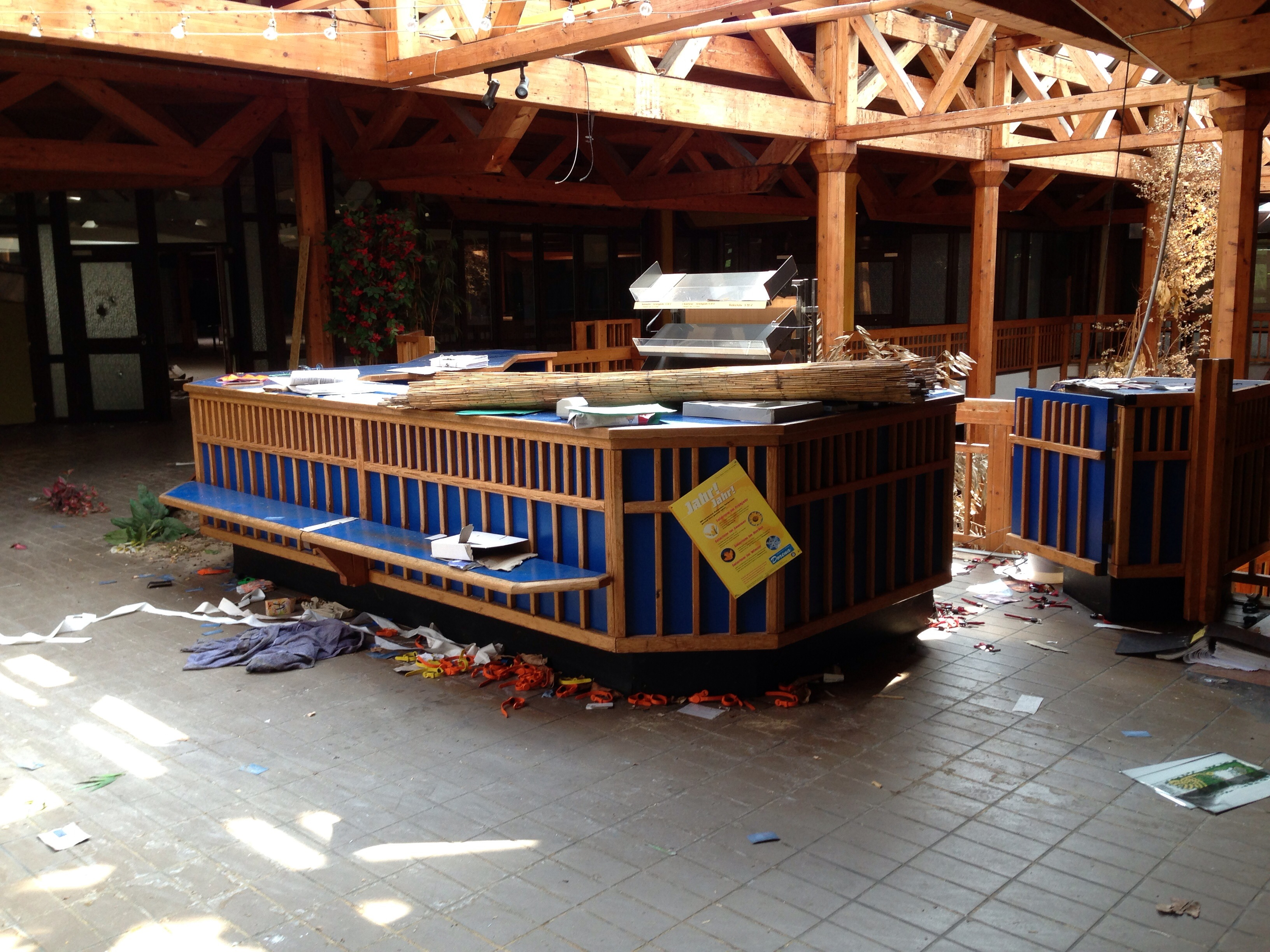
Kassenzone, 2013

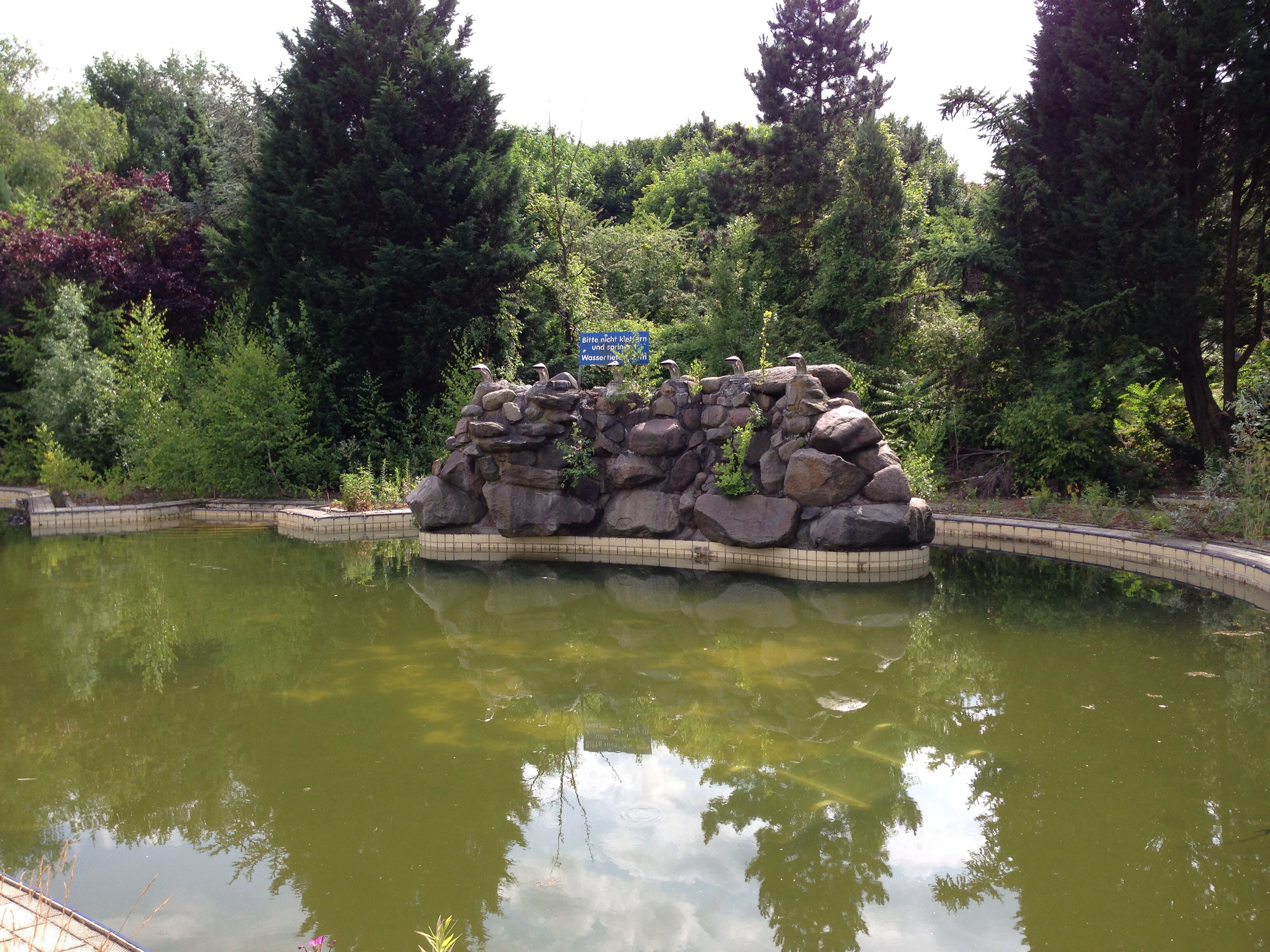
Außenbecken, 2013

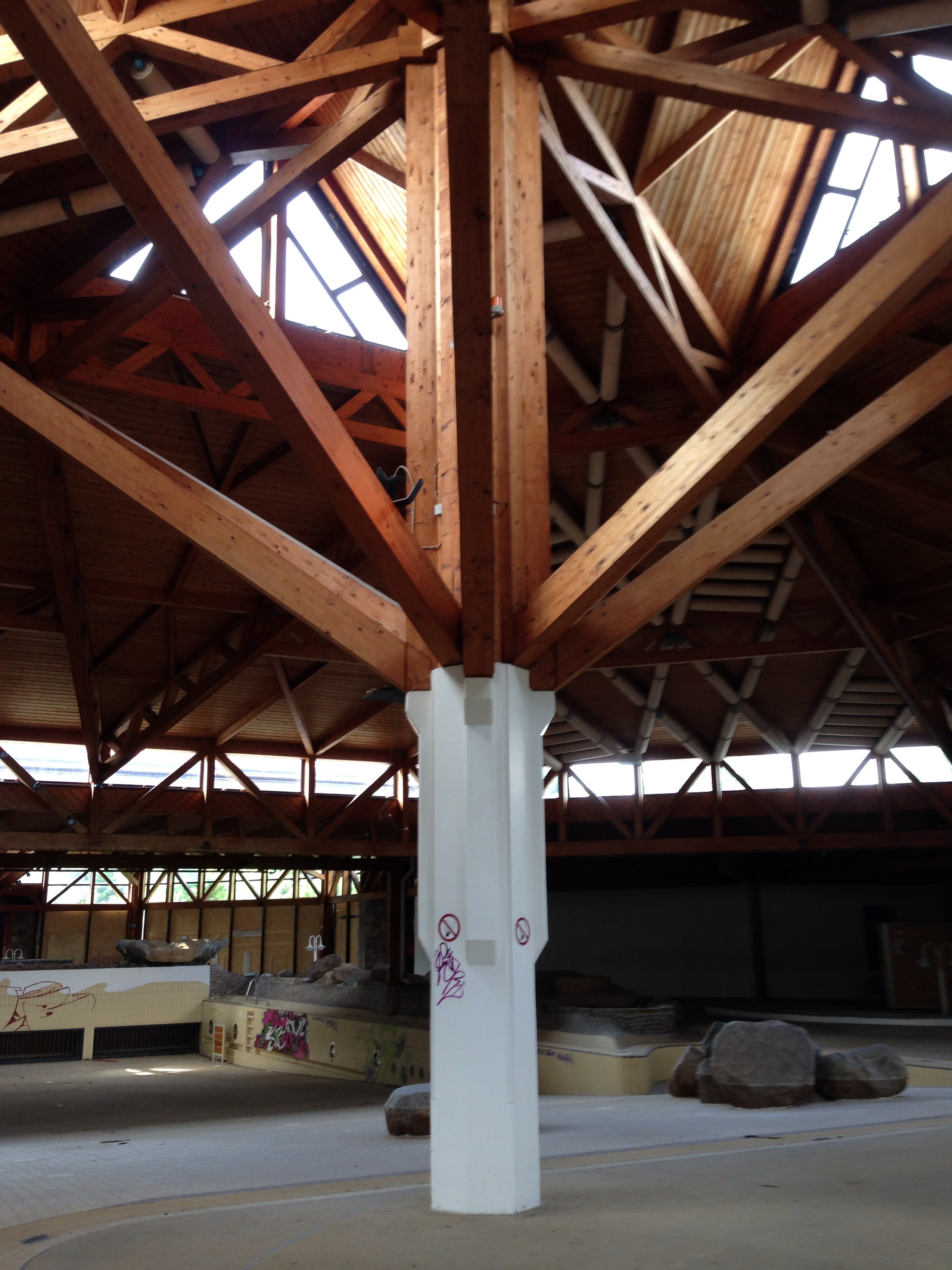
Holzfachwerkkonstruktion des Daches, 2013

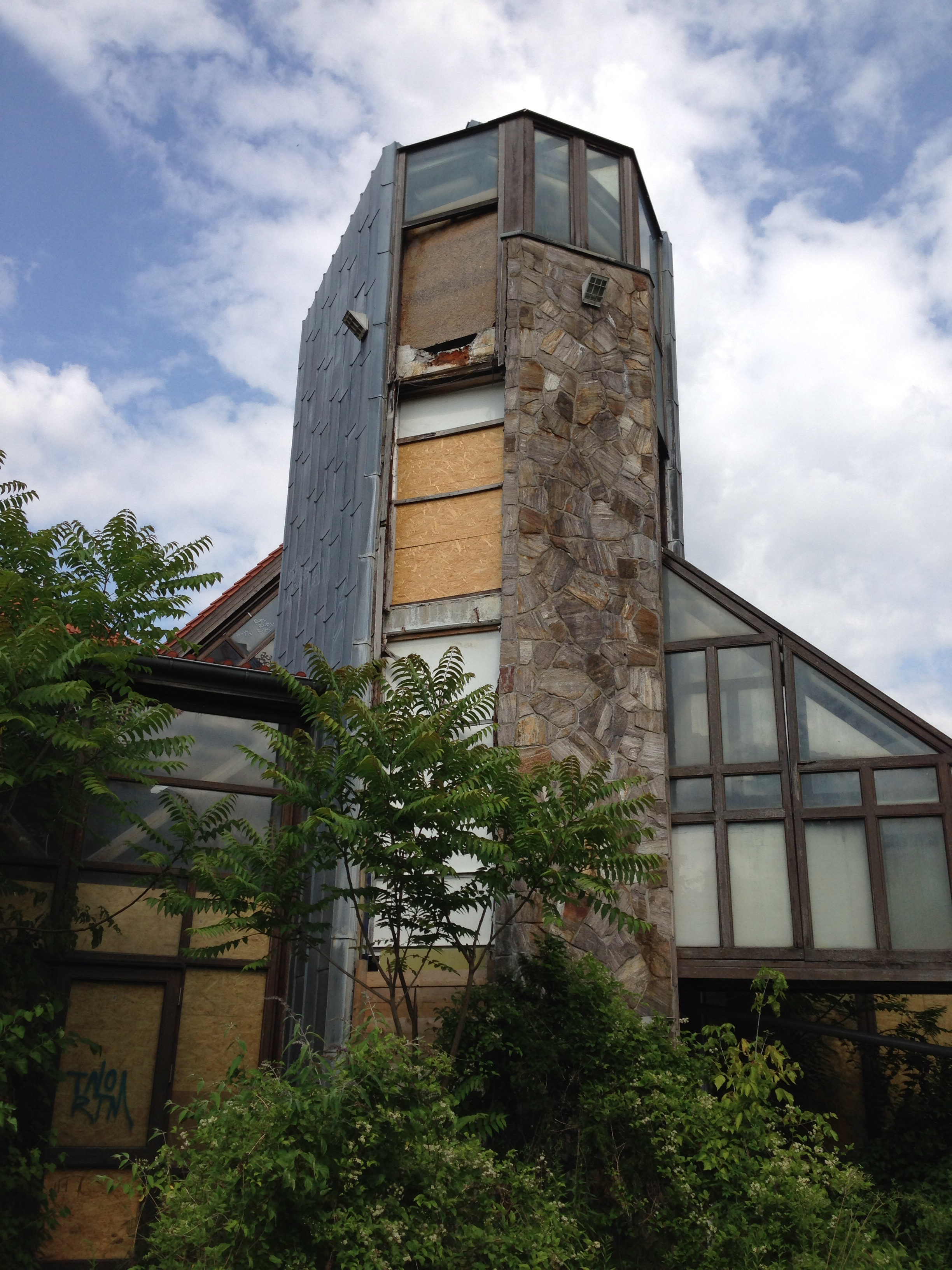
Turm für die Wasserrutschen, die Rutschen sind bereits demontiert, 2013

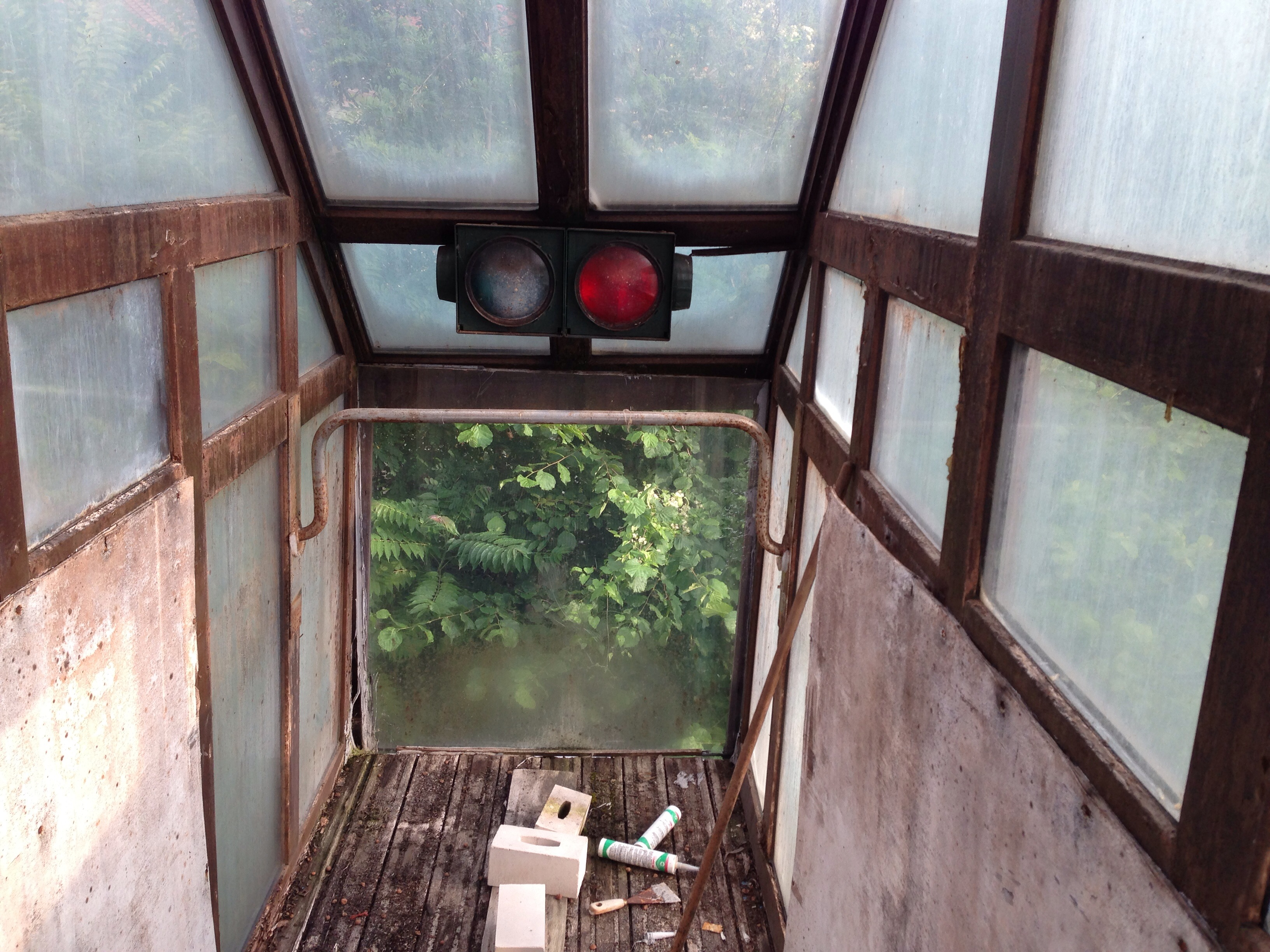
Ampelanlage der Rutschen, 2013

Das Bade- und Freizeitzentrum Berliner Luft- und Badeparadies (Ausspracheⓘ; Kurzname: Blub) war ein Freizeitbad mit Saunaanlage in Berlin-Britz. Es war eine Erholungseinrichtung von überregionaler Bedeutung.

## Lage
Das Blub Badeparadies befand sich im Berliner Ortsteil Britz des Bezirks Neukölln an der Buschkrugallee 64, die damals noch ein Abschnitt der Bundesstraße 179 war. Es lag unweit der erst mehrere Jahre nach der Eröffnung des Bades gebauten Bundesautobahn 100 und war mit der U-Bahn-Linie U7 über den Bahnhof Grenzallee beziehungsweise mit dem Bus 171 von der Haltestelle Buschkrugallee Ecke Franz-Körner-Straße aus zu erreichen.

## Geschichte
Am 14. Februar 1985 wurde in Britz das Blub Badeparadies vom Geschäftsführer des Bades, Harald Frisch, eröffnet. Die Baukosten des Blub betrugen 44 Millionen Mark (kaufkraftbereinigt in heutiger Währung: rund 47,9 Millionen Euro), von denen das Land Berlin neun Millionen Mark als zinslosen Kredit bereitstellte. Nach der Eröffnung wurde das Blub Trikotsponsor für die Saison 1985/86 des Berliner Sportvereins Hertha BSC. Seit seiner Eröffnung hatte das Blub, das mit Sprüchen wie „Berlin blubst vor Vergnügen“ warb, etwa sieben Millionen Besucher und war täglich von 10 bis 23 Uhr geöffnet. Anfangs waren es noch 600.000 Besucher pro Jahr, bis zum Jahr 2001 sank die Besucherzahl dann auf 330.000 jährlich.
Am 14. Februar 2020 verstarb Harald Frisch der Geschäftsführer und Gründer des Blub Badeparadieses mit 82 Jahren in Berlin. Der Todestag fiel genau auf den 35. Jahrestag der Eröffnung des Spaßbades.

### Besucherrückgang aufgrund mangelnder Hygiene
Der Rückgang der Besucherzahlen war Folge eines Unmuts vieler Gäste und schlechter Presse aufgrund von sich häufenden Beschwerden über Gefahrenstellen und mangelnde Hygiene. Bei Kontrollen wurde vor allem in Bereichen von Sauna und Whirlpool Keimbefall gefunden. Ab 1999 wurden mehrfach Teile des Bades geschlossen. Im Februar 2002 wurde auch die Küche des Blub vorübergehend geschlossen. Auch Rostbefall im Freien stellten Badegäste fest.
In der Berliner Morgenpost vom 25. Juli 2004 wurde das Blub auf Platz 67 von „Unsere 100 Besten: Die uncoolsten Orte der Stadt“ gewählt.

### Schließung aus hygienischen Gründen
Einige Monate später erregte die Nachricht über die Sichtung von Ratten großes Aufsehen: Nach den Worten des Neuköllner Gesundheitsstadtrates Michael Freiberg hätten Kontrolleure „eine Ratte im Außenbecken, einen Rattenkadaver im Innenbecken, Rattenkot neben dem Babybecken und Vogeldreck im Restaurant“ gefunden. Trotz Ankündigung kam es allerdings vorerst nicht zur Schließung und:

„Die Blub-Besucher schienen die Nachrichten über Ratten nicht zu irritieren. ‚Ich habe hier noch nie eine gesehen‘, erklärte einer. ‚Hier am Teltowkanal sind überall Ratten, auch abends auf der Straße, das ist normal‘, sagte hingegen Anwohnerin Regina Meier. Ursula Bode, die Pächterin der Massageabteilung des Blub, sah sich gar als Opfer einer Verschwörung: ‚Da hat uns jemand auf dem Kieker. In vielen Schwimmbädern sieht es viel schlechter aus.‘“

Geprüft werden sollte auch, „ob rechtliche Schritte gegen die Betreiber eingeleitet werden“ (Freiberg).
Der Kanal vom Außen- ins Innenbecken wurde daraufhin abends zusätzlich mit einem Maschendrahtzaun gegen möglicherweise eindringende Ratten versperrt.
Noch im Dezember 2002 wurde das Bad vom Gesundheitsamt wegen akuten Rattenbefalls, Vogelkot und der seuchenhygienischen Zustände geschlossen. Gesundheitsstadtrat Michael Freiberg hatte nach Beschwerden von Besuchern Kontrolleure in das Britzer Bad geschickt. Die eingedrungenen Ratten sollten vom nahegelegenen Teltowkanal auf das Gelände gekommen sein.
Da neue Pläne zur Sanierung des Bades nicht finanziert werden konnten, meldete die Betreiberfirma 2003 Insolvenz an. Danach suchte der Geschäftsführer vergeblich einen Investor. Am 1. Februar 2005 schloss das Blub. Erhalten blieb vorerst die Saunalandschaft Al Andalus, die am 30. April 2012 ebenfalls geschlossen wurde.

### Leerstand und neue Pläne
Sechs Jahre nach der Schließung präsentierte Frisch im Jahr 2009 nun einen Investor und Projektentwickler: Tobias Willmeroth, der das Blub vom Berliner Liegenschaftsfonds gekauft hatte und dort bereits 2011 ein „Ferienresort für Familien“ eröffnen wollte.
Mittlerweile waren das brachliegende Gelände und auch die Einrichtungen bereits zunehmend verwildert und verrottet und von Jugendlichen als Treffpunkt und Freizeitort benutzt worden. Es kam zu Vandalismus.
Ende 2011 teilte Willmeroth mit, man habe nun einen Betreiber für das geplante Ferienresort gefunden und rechne mit einer Wiedereröffnung bis spätestens Anfang 2014. Über den Namen des künftigen Hotelbetreibers und weitere Details hätten beide Seiten jedoch Stillschweigen vereinbart.
Im Jahr 2012 kaufte die Höcherl Group aus München das Areal mit dem Ziel, dort 450 Mietwohnungen zu bauen. Noch 2015 sollte das Blub abgerissen werden; die Neubebauung sollte 2020 abgeschlossen sein. Die entsprechende Konzeptstudie BLUB wurde am 22. Mai 2012 beim Stadtplanungsamt des Bezirks Neukölln vorgestellt.
Am 4. Juli 2013 wurden mehrere Einsatzfahrzeuge der Berliner Feuerwehr in das Blub gerufen. Es brannten Müll und Unrat im einstigen Zusatzgebäude, das die Rutschbahn Crazy River beherbergte. Die Feuerwehr stellte fest, dass die Wasserversorgung durch Hydranten auf dem Gelände nicht mehr gewährleistet ist.
Es gab mehrere weitere Brände im Blub, darunter im April und im September 2015. Auch bei diesen Einsätzen hatte die Berliner Feuerwehr wie bereits im Jahr 2013 mit defekten Hydranten zu kämpfen.
Entgegen allen Plänen und Ankündigungen tat sich nichts auf dem Gelände des Bades. Nachdem der Abriss 2015 nicht erfolgt war, wurde die Blub-Ruine zunehmend zum Ziel von Spaziergängern und Neugierigen, Treffpunkt der ansässigen Jugend und Trainings- und Wettkampfplatz der Skateboardfahrer; oder – aus Sicht der Zeitung Der Tagesspiegel – eher eine „Schlafstätte für Obdachlose, Kulisse für Ruinenpartys und Versammlungsort für Hobbyvandalen.“
Das Blub präsentierte sich lange als bizarre, im Verfall nun weitgehend abgeschlossene Gelände- und Bauformation, deren Betonwände und ‑objekte fast flächendeckend von Graffiti bedeckt waren. Die gewaltige, hölzerne Dachkonstruktion befand sich bis dato in unversehrtem Zustand.

### Brand 2016
Am 21. Juli 2016 gegen 22 Uhr wurde der Feuerwehr ein erneuter Brand gemeldet. Das Hauptgebäude, insbesondere die Dachkonstruktion, wurde bei dem Brand fast völlig zerstört. Am 22. Juli 2016 um 5 Uhr morgens war der Brand gelöscht. Das Landeskriminalamt Berlin (LKA) ermittelte.

### Nachnutzung des Geländes
Bis 2020 sollten auf dem Gelände 450 Wohnungen entstehen. Der Bebauungsplan wurde am 17. Oktober 2018 beschlossen. Die Überreste des Bades wurden bis Frühjahr 2021 abgerissen. Mit dem Bau der 450 Wohnungen sollte anschließend begonnen werden.

## Baubeschreibung
Unter drei Kuppeln in Holzfachwerkkonstruktion erstreckte sich eine Strand- und Badelandschaft mit Bruchstein aus den Karpaten, Findlingen aus der Schorfheide und vielerlei natürlicher Bepflanzung. In diesem Bereich wurde die Lufttemperatur konstant bei 29 °C gehalten, die Wassertemperatur lag zwischen 29 und 36 °C. Mit Außenanlagen und Parkplatz umfasste das Bad eine Fläche von 35.000 m².
An der Promenade befand sich eine Bar, die auch Nicht-Badegästen zugänglich war, sowie Boutiquen, ein Bikini-Restaurant und Liegestühle. Es gab ein Fitnessstudio, das auch Aerobic inner- und außerhalb des Wassers (Aquafitness) anbot. Der große Saunagarten war mit sechs verschiedenen Saunavarianten ausgestattet und mit Palmen, Orchideen und Kakteen bepflanzt.
Freitags, sonnabends und sonntags fand jeweils dreimal in den Abendstunden im Wellenbad neben einem Disko-Schwimmen auch eine Lasershow statt.

## Ausstattung

### Schwimmbecken
- Ein Solebecken
- Drei Whirlpools
- Ein kombiniertes Innen- & Außenbecken. Dieses war ein 1,35 m tiefes, zusammenhängendes Becken, in dem es möglich war, ganzjährig ins Freie zu schwimmen. Außerdem befanden sich hier die Wassergrotten, fünf einzelne Höhlen, in deren Inneren Geysire sprudelten, es regnete oder es einfach nur dunkel war. Außerdem mündeten die beiden Rutschen und der Wildwasserkanal in dieses Becken. Am Rand des Beckens befanden sich Liegen, die unterhalb des Wasserspiegels lagen und aus denen aufsteigende Luftblasen eine Art Massageliege erzeugten
- Ein Außenbecken im Sommerbetrieb
- Im Wellenbad gab es in den Anfangsjahren alle 30–40 Minuten, später zu jeder vollen Stunde für acht bis zehn Minuten die blub-Badewelle. Dabei verwandelte sich das große Becken in ein Wellenparadies. Es war so gebaut, dass es wie am Meer langsam an Tiefe zunahm. Im seichten Teil des Beckens befanden sich Findlinge, Geysire und eine Springbrunnen-Dusch-Installation. Am tiefsten Punkt (Wassertiefe 1,80 m) befand sich oberhalb des Beckens ein Wasserpilz, aus dem ein Wasserfall in das Becken floss.

### Wildwasserkanal
- Ein 15 m langer tosender Strom neben den Felsengrotten. Dieser wurde in einem gewissen Zeitintervall aktiviert.

### Rutschen
- Der Crazy River, eine extrabreite Rutsche, in welcher man mit großen Schwimmreifen hinunterrutschen konnte. Diese beinhaltete Stromschnellen, Wirbel, einen Sturzbach, Steilkurven, Jumps und Strudel. Vor dem letzten Teil der Rutsche befand sich ein runder, etwa 7 m² großer Raum ohne Gefälle, der entsprechend langsam durchquert wurde. Nach einer letzten geraden Abfahrt mündete die Rutsche in ein überdachtes Außenbecken am Beginn des Aufganges. Diese Rutsche wurde nachträglich hinzugebaut und war bei Eröffnung noch kein Bestandteil des Bades.
- Die Große Rutsche, eine teilverglaste Rutsche mit über 120 m Länge und Ampelanlage.[25] Auf dieser rutschte man schleudernd und schlingernd hinaus ins Freie (in einem Teilstück der Rutsche hatte man freien Blick zum Himmel), um dann nach einer Steilkurve im Innenbereich des Blub zu landen. Am Aufstiegsturm der großen Rutsche befand sich auf halber Höhe eine weitere Kleine Rutsche, die ungefähr halb so lang wie die Große Rutsche war und ihr Ziel ebenfalls im Innenbereich des Bades hatte. Die Rutschen wurden im Jahr 1983 von der Firma Hartwigsen Freizeitanlagen GmbH (jetzt: Aquarena GmbH) errichtet.

### Saunagarten
- Der Saunagarten mit einer Größe von 1250 m² bot folgende Saunen an: Dampfbad (45 °C), Bio-Sauna (50 °C), Eukalyptus-Sauna (75 °C), Velosauna (90 °C) und eine Blockhaussauna (95 °C).[23]

### Wasserspielplatz
- Bei einer maximalen Beckentiefe von 20 cm und 30 °C Wassertemperatur war dieser Bereich für Kleinkinder ausgelegt. Es gab hier zusätzlich noch Wasserfiguren und Rutschen.

### Gartenanlage
- Die 25.000 m² große Gartenanlage war die grüne Oase des Blub mit Steingärten und üppiger Vegetation. Auf Liegestühlen oder an den Sitzgruppen konnte man hier picknicken. Ergänzend gab es noch einen Volleyballplatz und für Kinder einen Abenteuerspielplatz mit Rutsche und Kletterhaus.